# Liste der Monuments historiques in Oyré
Die Liste der Monuments historiques in Oyré führt die Monuments historiques in der französischen Gemeinde Oyré auf.

## Liste der Bauwerke
| Bezeichnung       | Beschreibung              | Standort | Kennzeichnung | Schutzstatus | Datum | Bild           |
| ----------------- | ------------------------- | -------- | ------------- | ------------ | ----- | -------------- |
| Kirche St-Sulpice | Erbaut im 12. Jahrhundert | (Lage)   | PA00105575    | Classé       | 1914  | weitere Bilder |

## Liste der Objekte
- Monuments historiques (Objekte) in Oyré in der Base Palissy des französischen Kultusministeriums